# A列車で行こう2001
A列車で行こう2001（Aれっしゃでいこう2001）は、2001年3月8日にアートディンクから発売された、PlayStation 2用ゲームソフトである。2003年6月19日にはPC用ゲームソフトとして、バージョンアップ版であるA列車で行こう The 21st CENTURYがサイバーフロントより発売された。

## 概要
基本的なゲームシステムは前作『A列車で行こう6』を踏襲しており、プレイヤーは鉄道を建設して産業を誘致し、都市を発展させていくことが目的となる。PlayStation BB Unitに対応しており、車両データを追加したり、セーブデータを複数保存できるほか、プレイヤーが発展させた都市をスナップショット機能を使って撮影することができる。また、ゲームの操作方法や進め方、遊び方が分かるチュートリアル機能がある。他にも、線路の敷設の際に直線や曲線などのパーツを組み合わせ、簡単に敷くことができるようになっていたり、ダイヤ設定も、工業地向き、貨物輸送向きなどのテンプレートを使って、簡単に設定することができるようになっている。

## 鉄道車両
51種類の鉄道車両が登場するが、のちに発売されたトレインキット for A列車で行こう2001を使用することにより、新たな車両を追加することができる。
初期状態から使える車両
(旅客用)
国鉄201系電車（青22号、朱色1号、黄5号）
国鉄205系電車（黄緑6号、緑15号、青22号、黄1号、赤14号FRPフェイス）
JR東日本209系電車（黄1号+黄かん色+ぶどう色2号）
京急600形電車
西武2000系電車(新2000系)
京王5000系電車
広島電鉄5000形電車
東京都交通局7000形電車
東急300系電車
阪神5500系電車
叡山電鉄900系電車（メイプルレッド）
国鉄キハ40形気動車（北海道色、首都圏色、日南線色）
国鉄ED79形電気機関車+国鉄50系客車
JR九州813系電車（南福岡車両区所属車）
JR東日本215系電車
JR東日本E217系電車
国鉄485系電車（国鉄色）
JR東日本E653系電車（ブルーオーシャン、スカーレットブロッサム、イエロージョンキル、グリーンレイク）
JR九州787系電車
国鉄キハ183系気動車（JR北海道色）
国鉄EF81形電気機関車+JR東日本E26系客車（カシオペア）
JR四国2000系気動車
東武100系電車
南海50000系電車
京阪3000系電車
名鉄7000系電車（白帯車）
京成AE100形電車
新幹線E2系電車（0番台N編成）
(貨物用)
JR貨物EF210形電気機関車
国鉄EF81形電気機関車（貨物色）
国鉄DD51形ディーゼル機関車（原色）
JR貨物DF200形ディーゼル機関車
JR貨物EH500形電気機関車
シナリオマップクリアで使える車両
(旅客用)
小田急3100形電車 (MAP1)
名鉄1000系電車 (MAP2)
近鉄23000系電車 (MAP3)
国鉄EF81形電気機関車+国鉄24系客車（トワイライトエクスプレス） (MAP4)
新幹線700系電車（7000番台） (MAP5)
新幹線E4系電車 (MAP6)
JR東日本E231系電車（黄1号） (MAP7)
トレインキット for A列車で行こう2001収録車両
(旅客用)
近鉄9020系電車
近鉄5800系電車
近鉄5820系電車
近鉄3220系電車
東武8000系電車（修繕車）
JR東日本209系電車（青22号、朱色1号+黄緑7号）
JR西日本207系電車（1000番台）
京王8000系電車
国鉄103系電車（青緑1号、青22号高運車、青22号低運車、朱色1号低運車、朱色1号高運車、黄緑6号、黄5号）
阪神9300系電車
国鉄205系電車（朱色1号FRPフェイス）
叡山電鉄900系電車（メイプルオレンジ）
小田急2000形電車
国鉄115系電車（横須賀線色、湘南色）
JR西日本223系電車（2000番台）
JR北海道731系電車
国鉄113系電車（横須賀線色）
JR北海道キハ201系気動車
JR東日本キハ110形気動車
新幹線200系電車（原型車、リニューアル車）
国鉄485系電車（RED EXPRESS色、3000番台新潟色、3000番台青森色、初期型国鉄色、きりしま色）
新幹線0系電車
新幹線E1系電車
西武10000系電車
新幹線400系電車（原色）
国鉄EF81形電気機関車+国鉄24系客車（北斗星）
新幹線E3系電車（L編成つばさ色、R編成こまち色）
JR北海道キハ283系気動車
西鉄8000形電車
JR西日本281系電車
JR九州883系電車（3次車、4次車黒、4次車銀、4次車黒）
東武1720系電車
681系電車（JR西日本0番台、北越急行2000番台）
名鉄7000系電車（原色）
JR東日本E351系電車
近鉄22000系電車
JR東日本E751系電車
小田急10000形電車
国鉄キハ183系気動車（おおぞら色）
新幹線500系電車
JR東日本253系電車
JR東日本251系電車
JR東日本255系電車
(貨物用)
国鉄EF81形電気機関車（赤2号、赤13号）

## 収録シナリオ
陸の孤島
クリア条件：人口10000人
産業の育成
クリア条件：産業評定30000pt
過剰な人口
クリア条件：工業4000pt、商業14000pt
東西新線
クリア条件：商業20000pt
安定した地域
クリア条件：人口160000人、農業15000pt
産業構造改革
クリア条件：観光3000pt
自然との共生
クリア条件：農業20000pt、商業35000pt
無謀な計画
クリア条件：人口15000人、産業評定20000pt
失敗した地域開発
クリア条件：人口150000人、産業評定100000pt
夢の縦断鉄道
クリア条件：人口は25000人

## A列車で行こう The 21st CENTURY
基本的なゲームシステムはPS2版とほぼ同一。車両はPS2の原収録車両とトレインキットの収録車両が全て収録されているほかに追加車両が存在するほか、PS2版ではクリア時に車両が追加されなかったMAP8、9、10でもクリア時に車両が追加されるようになっている。
2003年12月19日にはパワーアップキットが発売され、追加車両とマップをインストールできる。2004年4月8日にはパワーアップキットVol.2が発売され、さらに追加車両とマップがインストールできるほか、付属のマップコンストラクションにより480×480のオリジナル地形マップを作成可能になった。なお、パワーアップキットの追加マップにクリア時の車両追加はない。
追加車両
(旅客用)
JR四国1000形気動車
京急2100形電車
新幹線E2系電車（1000番台東北新幹線色）
JR東日本E257系電車 （かいじ・あずさ色）
JR東日本E231系電車（500番台黄緑6号） (MAP8)
近鉄21020系電車 (MAP9)
JR北海道789系電車（白鳥色） (MAP10)
パワーアップキット追加車両
(旅客用)
東急5000系電車（田園都市線色）
京成3000形電車
JR東日本E231系電車（青緑1号、近郊タイプ湘南色）
西武20000系電車
国鉄キハ28系気動車+国鉄キハ58系気動車（国鉄色、砂丘色、広島色）
マリンライナー（JR四国5000系+JR西日本223系5000番台）
国鉄211系電車（湘南色）
JR東日本719系電車
西鉄7050形電車
JR東日本701系電車（盛岡色、仙台色）
名鉄6500系電車（後期車）
JR北海道785系電車
JR九州885系電車（かもめ色）
JR西日本283系電車
JR四国8000系電車（原色）
国鉄583系電車（原色）
国鉄キハ183系気動車（ノースレインボーエクスプレス）
小田急30000形電車
(貨物用)
JR貨物EH200形電気機関車
パワーアップキットVol.2追加車両
(旅客用)
京王9000系電車
京急新1000形電車（アルミ車）
小田急3000形電車
国鉄117系電車（原色）
JR西日本221系電車
国鉄113系電車（湘南色）
国鉄キハ181系気動車（国鉄色）
JR西日本キハ187系気動車
国鉄185系電車（田町車リニューアル色）
国鉄165系電車（新前橋車モントレー色）
追加マップ
新幹線計画
クリア条件：観光10000pt
ローカル線の再生
クリア条件：人口150000人、農業30000pt、商業40000pt
新幹線計画更地
ローカル線の再生更地
更地
神棲む島
クリア条件：産業評定70000pt
観光の黄昏
クリア条件：人口250000人、観光5000pt
神棲む島更地
観光の黄昏更地